# ويليام كولمان (فارس)
ويليام كولمان (بالإنجليزية: William Coleman)‏ هو فارس ‏ أمريكي، ولد في 8 مايو 1983.

## وصلات خارجية
- ويليام كولمان على موقع الاتحاد الدولي للفروسية (الإنجليزية)
- ويليام كولمان على موقع FEI (رابط بديل) (الإنجليزية)
- ويليام كولمان على موقع أوليمبيديا (الإنجليزية)